# النظام الغذائي منخفض الألياف

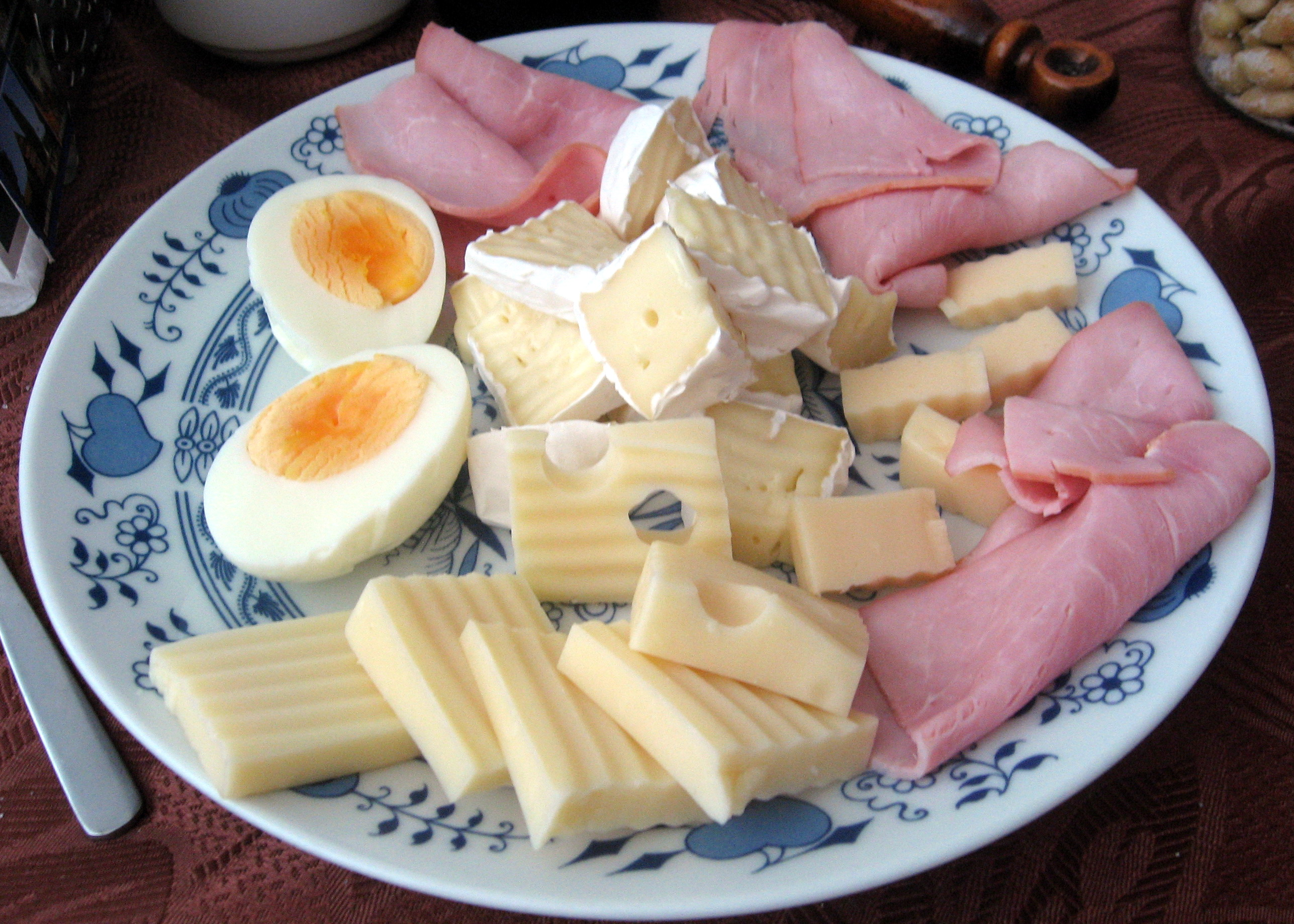

النظام غذائي منخفض الألياف/ بقايا قليلة هو نظام غذائي هدفه هو جعل حركات الأمعاء  أقل وأصغر كل يوم. يمكن استخدام النظام الغذائي كجزء من تحضير الأمعاء قبل إجراء تشخيصي مثل تنظير القولون أو كعلاج قصير المدى للمراحل الحادة من أمراض الجهاز الهضمي مثل مرض كرون والتهاب الرتج وانسداد الأمعاء والتهاب القولون التقرحي. بالإضافة إلى ذلك، غالبًا ما يتم وصف نظام غذائي منخفض الألياف قبل و / أو بعد جراحة البطن أو علاجات السرطان.

## ارشادات قياسية
تقريبًا جميع الأنظمة الغذائية منخفضة الألياف تقدم التوصيات التالية
| نوع الطعام                | مأكولات/ مشروبات                                                        | تجنُّب                                                                                         |
| الحبوب                    | الخبز والمخبوزات الأخرى المصنوعة من الدقيق الأبيض النقي                 | الخبز والمخبوزات كاملة الحبوب                                                                |
|                           | الحبوب الباردة المصنوعة من الدقيق النقي، مثل رقائق الذرة وكريسبيز الأرز | الحبوب الكاملة مثل رقائق النخالة                                                             |
|                           | الأرزالأبيض، المعكرونة، المكرونة المنقاة                                | الأرز البني والمعكرونة المصنوعة من القمح الكامل وغيرها من الأطعمة المصنوعة من الحبوب الكاملة |
| الفواكه                   | عصائر الفاكهة بدون لب، ماعدا عصير الخوخ                                 | العصائر مع اللب أو البذور، عصير الخوخ                                                        |
|                           | الفواكه الطرية مثل الموز والبطيخ                                        | الفواكه المجففة والتوت                                                                       |
|                           | الفواكه المعلبة أو المطبوخة جيدًا                                        | جوز الهند، البوشار                                                                           |
| الخضراوات                 | عصائر الخضار بدون لب                                                    | العصائر مع اللب أو البذور                                                                    |
|                           | البطاطا بدون قشر                                                        | قشر البطاطا                                                                                  |
|                           | الخضروات المعلبة أو المطبوخة جيدًا                                       |                                                                                              |
| اللحوم والبروتينات الأخرى | اللحم الطري، الأسماك، الدواجن، والبيض المطبوخين جيدًا                    | اللحم القاسي واللحم المفروم                                                                  |
|                           |                                                                         | الفاصوليا والبازلاء والبقوليات والمكسرات                                                     |
| منتجات الألبان            | الحليب                                                                  | جميع منتجات الألبان في حالة عدم تحمل اللاكتوز                                                |
|                           | الأجبان الطرية، الخفيفة                                                 | الأجبان القاسية                                                                              |
|                           | الزبادي العادي                                                          | الزبادي أو الجبن الذي يحتوي على المكسرات، التوت، الفواكه النيئة                              |
| الزيوت                    | الزيوت النباتية، السمن، الزبدة                                          | الأطعمة المقلية                                                                              |

## كمية الألياف
النظام الغذائي منخفض الألياف ليس نظامًا غذائيًا خاليًا من الألياف. توصي مقالة المراجعة لعام 2015 بأقل من 10 جرامات من الألياف يوميًا. توصي مصادر أخرى أن يتناول المريض الذي على نظام غذائي منخفض الألياف ما لا يزيد عن 10- 15 جرامًا من الألياف يوميًا. توصي بعض المصادر بأحجام الحصص التي لا تحتوي على أكثر من 2 جرام لكل حصة.

## الحبوب
توصي بعض الأنظمة الغذائية بأحجام حصص محددودة من المخبوزات تصل إلى 2 جرام لكل حصة. توصي الأنظمة الغذائية الأخرى بقصر هذه الحصص على جرام واحد فقط لكل حصة. توصي معظم الأنظمة الغذائية أيضًا بتناول الحبوب الدافئة مثل كريمة القمح وكريم الأرز والفريك والفارينا.

## الفواكه
تسمح بعض الأنظمة الغذائية بفواكه نيئة إضافية مثل المشمش الطري جدًا، كوكتيل الفاكهة المعلبة، العنب، الخوخ، البابايا، البرقوق، أو الحمضيات بدون القشرة. لكن اثنين يستبعدان جميع الفواكه النيئة. بعضها يسمح بصلصة التفاح أو صلصات الفاكهة الأخرى أو التفاح المقشر والمطهي جيدًا.

## الخضار
توصي العديد من الأنظمة الغذائية على وجه التحديد بصلصة الطماطم وتحظر المخللات. في الواقع، يحد نظامان غذائيان الخضار المطبوخة جيدًا من القرع الأصفر بدون بذور، والفاصوليا الخضراء، وفاصوليا الشمع، والسبانخ، واليقطين، والباذنجان، والهليون، ,والشمندر، والجزر. نظامان غذائيان يسمحان ببعض الخضار النيئة: الخس، الخيار (بدون بذور) ، والكوسا، وواحد يسمح بالبصل النيء.

## اللحوم والبروتينات الأخرى
تسمح بعض الأنظمة الغذائية بزبدة الفول السوداني السلسة أو زبدة الجوز السلسة. تسمح بعض الأنظمة الغذائية بالتوفو.

## منتجات الألبان
تحدد بعض الوجبات الغذائية منتجات الألبان إلى كوبين يوميًا. يسمح أحد الأنظمة الغذائية بـ 1.5 أونصة (40 جرام) من الجبن القاسي. تسمح العديد من الأنظمة الغذائية بالحلوى أو الكستر، شربات، كريمة مخفوقة، أو بوظة. يقترح نظامان غذائيان منتجات محددة خالية من اللاكتوز للغير قادرين على تحمل اللاكتوز، مثل حليب الصويا أو الكريمة المخفوقة. أحد الأنظمة الغذائية يحظر الحليب كامل الدسم، نصف النصف، الكريمة، الكريمة الحامضة، والبوظة العادية.

## التوابل والبهارات
تسمح بعض الأنظمة الغذائية بالمايونيز أو الكاتشب أو اللبنة أو الجبن القابل للدهن أو الصلصات السلسة أو صلصة سلطة المرق العادي أو الكريمة المخفوقة. تسمح عدة أنظمة غذائية بالهلام والعسل والقطر. يحظر الكثير المربى والمربى المشتمل على قطع من الفواكه وقشورها والمعلبات. تمنع العديد من الأنظمة الغذائية الأطعمة شديدة التوابل، ولكن بعضها يسمح بالتوابل والأعشاب المطبوخة والبهارات.

## المشروبات
العديد من الأنظمة الغذائية تحظر على وجه التحديد الكافيين (اثنان منها يسمحان بالقهوة والشاي والمشروبات الأخرى منزوعة الكافيين) ، لكن البعض يسمح بالقهوة والشاي والمشروبات الغازية.

## الجودة الغذائية
إذا كان يجب أن يكون النظام الغذائي صارمًا ومتبعًا لفترة طويلة من الزمن، فقد لا يوفر تناول الفواكه والخضروات كميات كافية من فيتامين ج وحمض الفوليك. قد تكون كمية الكالسيوم غير كافية أيضًا إذا تم تقييد منتجات الألبان. في هذه الحالات، قد تكون هناك حاجة إلى مكمل متعدد الفيتامينات أو مكمل غذائي سائل.

## الظروف التي قد تتطلب اتباع نظام غذائي منخفض
يمكن استخدام نظام غذائي قليل الألياف للتحضير أو التعافي من الإجراءات الطبية المختلفة:
- عملية جراحية في البطن
- تنظير القولون
- جراحة الباسور الداخلية

يمكن أيضًا اتباع نظام غذائي منخفض الألياف خلال المراحل الحادة من الحالات التالية، لترييح الأمعاء:
- التهاب الأمعاء
- مرض كرون
- التهاب الرتج
- التهاب القولون التقرحي
- العلاج الإشعاعي للحوض والأمعاء السفلية
- العلاج الكيميائي
- شلل المعدة

## الاستخدامات

### تنظير القولون
التحضير الأكثر شيوعًا لتنظير القولون هو اتباع نظام غذائي سائل صافي مصحوب بملينات. ومع ذلك، قد لا يكون هذا هو الإعداد الأكثر فعالية. ينصح الدليل التوجيهي لعام 2015 الصادر عن لجنة معايير الممارسة بالجمعية الأمريكية لتنظير الجهاز الهضمي باستخدام نظام غذائي قليل البقايا بدلاً من ذلك، مصحوبًا أيضًا بملينات، بسبب الدليل على أنه على الأقل يؤدي أيضًا لتطهير الأمعاء ويصاحبه رضا أفضل للمرضى.

### مرض كرون
تقترح الأدلة المختلفة للأنظمة الغذائية منخفضة الألياف باستخدامها في العلاج قصير المدى لمرض كرون، ولكن لا يوجد سوى القليل من الأبحاث لدعم ذلك. وجدت مراجعة البحث لعام 2016 أن اتباع نظام غذائي بروتين مصل اللبن شبه الأولي (WHP) متفوق في علاج مرض كرون.

### التهاب الرتج
بينما يتم استخدام نظام غذائي منخفض الألياف بشكل عام لعلاج التهاب الرتج الحاد، توصي إرشادات NIH باتباع نظام غذائي غني بالألياف لمرضى الرتج (وهي حالة قد تؤدي إلى التهاب الرتج). أظهر استعراض مايو كلينك لعام 2011 أن النظام الغذائي الغني بالألياف يمكن أن يمنع أمراض الرتج.

### طيران
استعدادًا للرحلات الجوية العسكرية الطويلة بدون مرحاض، يُطلب من الطاقم أحيانًا تناول وجبة منخفضة المخلفات كوجبتهم الأخيرة قبل الرحلة. على سبيل المثال، كان هذا هو الحال مع طياري بلاك بيرد.

## المصطلح
تتعامل معظم المصادر مع الأنظمة الغذائية منخفضة الألياف ومنخفضة البقايا على أنها متطابقة، ولكن بعضها يميز على أساس الفرق بين الألياف والبقايا. الألياف الغذائية هي جزء غير قابل للهضم من الأطعمة المصنوعة من النباتات. لا تحتوي البقايا على الألياف فحسب، بل تشمل أيضًا المواد الأخرى الموجودة في القولون بعد الهضم. عندما يتم هذا التمييز، فإن النظام الغذائي منخفض الألياف يقلل ببساطة من تناول الألياف عن طريق التخلص من الأطعمة عالية الألياف أو الحد منها مثل الفواكه والخضروات النيئة. يشمل النظام الغذائي منخفض البقايا قيودًا على الأطعمة مثل منتجات الألبان، التي لا تحتوي على ألياف ولكنها تتطور إلى بقايا بعد الهضم.
قامت الأكاديمية الأمريكية للتغذية وعلم التغذية بإزالة النظام الغذائي منخفض البقايا من دليل العناية بالتغذية لأنه لا يوجد تعريف كمي مقبول علمياً للبقايا ولا توجد طريقة لتحديد البقايا التي ينتجها الطعام.